# Lidia Santos
Lídia Santos (* 1948 in Rio de Janeiro) ist eine brasilianische Literaturwissenschaftlerin.
Santos studierte an der Universidade Federal do Rio de Janeiro portugiesische Literatur und machte dort einen Bachelorabschluss. Sie wurde an der Universität von São Paulo promoviert. Im Anschluss war sie an der Yale University und der Universidade Federal Fluminense tätig. Sie ist Professorin für hispanische Literatur an der City University of New York. 
1992 bekam sie einen Preis als Schriftstellerin von Radio France Internationale, 2003 erhielt sie für ihr Buch Tropical kitsch einen Preis der Latin American Studies Association.

## Schriften
- Flauta e Cavaquinho. Edtora Universidade Federal Fluminense, Niteroí 1989, ISBN 85-228-0072-3.
- Os Ossos da Esperança. Leviatã, Rio de Janeiro 1994, ISBN 85-85438-21-5. (Enthält Erzählungen).
- Kitsch tropical. Los medios en la literatura y el arte de América Latina. Vervuert, Frankfurt am Main 2001, ISBN 3-89354-606-6 (formal falsch) (spanisch). Ebenso Iberoamericana, Madrid 2001, ISBN 84-8489-021-X. Auch unter dem Titel Tropical kitsch. Mass media in Latin American art and literature.